# Final Fantasy XIV: A Realm Reborn
Final Fantasy XIV: A Realm Reborn (ファイナルファンタジーXIV: 新生エオルゼア, Fainaru Fantajī Fōtīn: Shinsei Eoruzea) é um jogo eletrônico MMORPG desenvolvido e publicado pela Square Enix em 27 de agosto de 2013. O jogo se passa no mundo de Eorzea, cinco anos após os eventos de Final Fantasy XIV quando o dragão Bahamut escapou de sua prisão lunar a fim de iniciar a Sétima Calamidade do Umbral, um evento apocalíptico que destrói grande parte de Eorzea. O personagem do jogador escapa da devastação pela graça dos deuses através de uma viagem no tempo para o futuro. Enquanto o mundo lentamente se recupera e se reconstrói, o jogador precisa lidar com a iminente invasão do Império Garleano ao norte.
Final Fantasy XIV havia sido lançado em setembro de 2010 para uma recepção extremamente negativa. Como resultado, Yōichi Wada, então presidente da Square Enix, anunciou que uma nova equipe liderada por Naoki Yoshida iria assumir o desenvolvimento do título. Essa equipe ficou responsável por gerar conteúdo para o original e também desenvolver um jogo totalmente novo que iria abordar todas as críticas recebidas pelo anterior. Inicialmente chamado de "Versão 2.0", A Realm Reborn possui um novo motor de jogo, estruturas de servidor melhoradas, nova jogabilidade e interface, e uma nova história.
O jogo teve críticas em sua maioria positivas ao ser lançado; ele foi elogiado por suas mecânicas e progressão, também parabenizando Yoshida por ter recuperado o projeto. O primeiro grande atualização, chamado "A Realm Awoken", foi lançado em dezembro de 2013 e introduziu casas para o jogador, batalhas em arena e novas missões. Atualizações subsequentes têm sido lançados a cada três meses. O jogo já acumulou mais de cinco milhões de assinaturas até julho de 2015, com os executivos da Square Enix creditando seu sucesso pelo retorno dos lucros da companhia. Foram lançadas cinco grandes expansões: Heavensward (2015), Stormblood (2017) e Shadowbringers (2019). Endwalker (2021) e Dawntrail 2024).
Uma versão mobile do jogo, em desenvolvimento conjunto com a LightSpeed Studios foi anunciada em novembro de 2024.

## Jogabilidade
Final Fantasy XIV: A Realm Reborn é um MMORPG que se passa em um mundo em que os jogadores podem interagir uns com os outros e com o ambiente. Os jogadores podem criar a personalizar seu próprio personagem para uso dentro do jogo, incluindo nome, espécie, gênero, características faciais e classe inicial. Diferentemente de Final Fantasy XIV, os jogadores só podem escolher serem Discípulos da Guerra ou Magia como uma classe de partida – Discípulos da Mão inicialmente estão indisponíveis. Os jogadores também devem selecionar um servidor de jogo em que seus personagens irão existir. Apesar dos servidores não serem explicitamente delineados por idioma, centros de dados foram colocados nas regiões de suporte (América do Norte, Europa, Japão, etc.) a fim de melhorar a comunicação latente entre o servidor e o computador do usuário, com os jogadores sendo recomendados a escolher um servidor em sua região. Independentemente do idioma e do servidor, o jogo possui uma grande biblioteca de termos automaticamente traduzidos e frases em geral que permitem que os jogadores falem em idiomas diferentes e se comuniquem.

### Interface
A interface de usuário e os controles de jogo são diferentes entre a versão de Microsoft Windows e as de consoles. Jogadores de PC tem a opção de usar qualquer combinação de teclado, mouse ou controle para jogar, com o sistema sendo navegado através de janelas de apontar-e-carregar. Jogadores de PlayStation 3 também usam um controle ou ainda uma combinação de teclado e controle; usuários de PlayStation 4 tem a opção de conectar um mouse externo via USB. A navegação nas versões de console é realizada através de uma interface estilo XrossMediaBar, chamada em A Realm Reborn de "Cross Hot Bar", por os usuários de PlayStation já estarem familiarizados com a configuração. Essa barra é usada para acessar menus, mapas, diários e opções de configuração. O HUD de todas as versões inclui um diário de mensagens, um menu de grupo, minimapa e uma barra de ação. Os jogadores podem personalizar a localização de todos esses elementos.
A barra de ação e o método de entrada dos comandos de batalha são levemente diferentes entre versões PC e PlayStation. A primeira tem suporte para tanto apontar-e-carregar e seleção de comandos pelo teclado número, quanto macros da barra de ação. Comandos macro são sequências de ação personalizáveis que permitem que os jogadores executem as habilidades desejadas em um momento específico. A Cross Hot Bar nas versões de console mapeia a barra de ação e os macros para atalhos localizados em quatro conjuntos de ícones dispostos horizontalmente na parte inferior da tela. Estes são agrupados e acessados através de uma combinação dos botões L2 e R2 e o teclado direcional ou os botões triângulo, círculo, quadrado e X. Os jogadores têm fácil acesso aos comandos por meio de todos os botões. Esta interface também está disponível para jogadores de PC que usam controles.

### Progressão
Os jogadores podem melhorar seus personagens ao ganharem pontos de experiência – quando um certo número de pontos são acumulados, o personagem "sobe de nível" e ganha estatísticas melhoradas que aprimoram sua performance em combate. As quatro principais fontes de pontos de experiência em A Realm Reborn são a realização de missões, exploração de calabouços de instância, participação em Full Active Time Events e derrotar monstros que existem no mundo de jogo. Missões, incluindo a linha de história "principal", são geralmente aventuras curtas com objetivos específicos dadas aos jogador por personagens não jogáveis que entregam itens e pontos de experiência como recompensa. Completar missões principais progride o enredo geral do jogo. Guildleves são um tipo de missão repetível que pode ser empreendida com subsídios de leves. Estes são limitados porém regeneram-se com o tempo. Calabouços de instância são localidades confinadas com objetivos específicos que devem ser realizados dentro de um limite de tempo. Estes calabouços requerem a presença de vários jogadores para formar um grupo antes que a entrada seja permitida. Alguns são para jogadores com nível mais baixo ganharem pontos de experiência rapidamente, enquanto outros são para jogadores experientes coletarem itens e equipamentos. Full Active Time Events é uma nova mecânica de jogabilidade onde um grande número de jogadores podem participar do mesmo evento, independente da situação do grupo. Estes são eventos específicos que incluem batalhas contra monstros, a defesa de algum lugar contra uma força invasora, abater animais hostis ou atacar uma fortaleza inimiga, dentre outros. Por fim, derrotar monstros para ganhar pontos de experiência é auxiliado pelo Diário de Caçador, que desafia os jogadores para derrotar inimigos específicos em troca de pontos bônus. A progressão de personagem muda para a melhora de itens e aquisição de equipamentos mais eficientes assim que um nível é atingido. Esses equipamentos podem ser obtidos por meio de diversas fontes como por exemplo calabouços, forja, batalhas contra Primals e caçadas de elite.
Além desses desafios jogador contra ambiente, A Realm Reborn contém duas formas de jogador contra jogador. O primeiro tipo, Covil dos Lobos, é uma arena estruturada em batalhas de quatro contra quatro; os jogadores podem entrar na fila do combate com até três amigos e desafiar outro grupo de quatro pessoas. O segundo tipo, Linhas de Frente, é um grande campo de batalha em que os jogadores formam equipes de até 24 personagens. As equipes são delineadas pela fidelidade dos jogadores com algumas das três Grandes Companhias, com o lado que alcançar o determinado número de pontos primeiro saindo-se o vitorioso. Três modos estão disponíveis com diferentes locais e conjuntos de regras. As Ruínas da Fronteira (Proteger) envolve ocupar locações contestadas; Ruínas da Fronteira (Massacre) se foca em derrotar os jogadores inimigos; e Rochedo da Foca é um modo estilo capture a bandeira em que os jogadores precisam adquirir itens colocados em pontos randômicos.

### Combate e grupos

A interface de batalha de A Realm Reborn

Os jogadores lutam contra inimigos usando uma combinação de ataques físicos, habilidades de armas e ataques mágicos. A maioria dos combates necessita de grupos de um tamanho específico, como por exemplo quatro jogadores para um calabouço de instância e oito para batalhas de chefões. O "Localizador de Dever" é um sistema automático de correspondência que ordena os jogadores em grupos para algum conteúdo de instância através dos diferentes servidores. O "Localizador de Grupo" é um quadro de avisos específico de cada servidor onde os jogadores podem recrutar outros para qualquer tipo de atividade. Membros dos grupos preenchem os tradicionais papéis de MMORPGs como tanque, agente de cura, apoio e danificador. A jogabilidade em grupo baseia-se ao redor do conceito de "inimizade", que é uma indicação de quão hostil um oponente é com o jogador. A inimizade é gerada ao realizar ações ofensivas usando certas habilidades. Cada inimigo focará seus ataques no jogador com o maior nível de inimizade, com o gerenciamento da inimizade sendo um fator importante para completar encontros mais difíceis. Um tanque precisa gerar uma grande quantidade de inimizade a fim de atrair a atenção do inimigo para longe de outros membros da equipe que possuem um nível de defesa mais baixo. Trabalho em equipe e estratégia são necessários para subjugar inimigos mais fortes. "Limit Breaks" são habilidades especiais que só podem ser realizadas se m membro do grupo se sobressai em sua função.
Guildas comandadas por jogadores vem na forma das Companhias Livres, grupos organizados de aventureiros sob os auspícios de uma das três Grandes Companhias de Eorzea. Membros da Companhias Livres ganham acesso a um baú compartilhado, um canal de conversa particular e as Ações da Companhias, melhorias de 24 horas em certos aspectos da jogabilidade como o aumento de pontos de experiência ou custos de viagem reduzidos. Membros também podem juntar seus recursos para comprar uma casa em um dos distritos residências das três principais cidades do mundo. Além de decorar a casa, os jogadores podem usar o terreno para cultivar itens únicos por meio de um sistema de jardinagem, treinar seu companheiro chocobo, embarcar em expedições aéreas e comprar um aposento privado para uso particular. Linkshells é outra forma de interação; enquanto os jogadores só podem se juntar a uma Companhia Livre, eles podem entrar em até oito linkshells que formam uma espécie de sub-grupos.